# NGC 2984
NGC 2984 este o galaxie lenticulară situată în constelația Leul. A fost descoperită în 15 martie 1784 de către William Herschel. Se află la o distanță de 89,53 de megaparseci de Pământ.